# Silvana (cheval)
Vous lisez un « article de qualité » labellisé en 2017.
Pour les articles homonymes, voir Silvana.
Silvana est une jument grise du stud-book KWPN, née le 10 avril 1999 aux Pays-Bas, de Corland et Donate, par Widor. Issue d'un élevage néerlandais, elle est réputée pour son fort caractère, sa concentration, son courage et son peu de sociabilité. Formée au saut d'obstacles, Silvana devient championne de Belgique en 2007 avec le cavalier Kristof Cleeren, et se fait connaître sous le nom de Sea Coast Silvana. Confiée à Jos Lansink, elle participe avec succès à ses premières épreuves internationales. Le haras de Hus achète la jument en 2009 pour le cavalier français Kevin Staut, avec lequel elle est élue meilleure jument du monde dans sa discipline en 2010, et décroche une médaille d'argent par équipes aux Jeux équestres mondiaux de Lexington, sous le nom de Silvana de Hus.
Fin 2011, Silvana est rachetée par le haras des Coudrettes, et prend le nom de Silvana*HDC. Elle décroche de nombreuses autres victoires, dont le Jumping international de Bordeaux en février 2012 et des épreuves internationales, malgré une déception aux Jeux olympiques d'été de 2012, à Londres. La jument atteint son meilleur indice génétique de saut d'obstacles (ISO) en 2013 ; il est alors de 182. Ses adieux à la compétition sont proclamés à Bordeaux le 7 février 2016, avec une cérémonie et une haie d'honneur. Silvana est désormais poulinière.

## Histoire

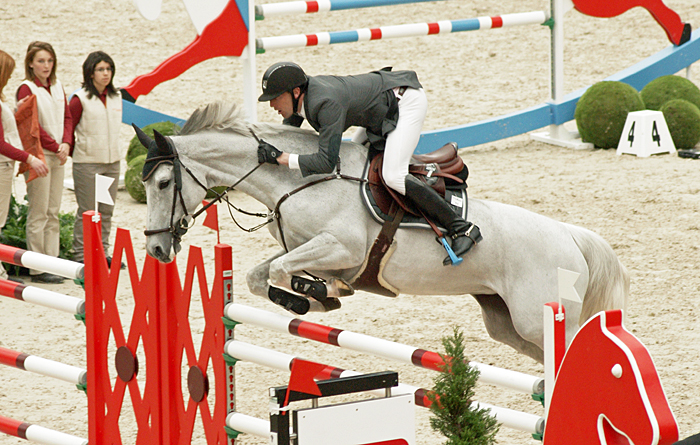
Kevin Staut et Silvana*HDC lors du Saut Hermès à Paris, en mars 2012.

### Débuts aux Pays-Bas et en Belgique
Silvana naît le 10 avril 1999 aux Pays-Bas, chez l'éleveur Ben J. Ter Denge. Elle fait ses débuts en épreuves jeunes chevaux sous la selle du cavalier néerlandais Jan Arend Bouwhuizen, un ami de son éleveur, sur des parcours d'obstacles hauts de 1,30 m. À six ans, elle est montée par Perry Geryl.
Alain Cloet, propriétaire de chevaux et dirigeant de la société immobilière belge Sea Coast, repère la jeune jument grise. C'est sous le nom Sea Coast Silvana qu'elle commence sa carrière internationale avec le cavalier belge Kristof Cleeren, qui la considère comme un futur cheval de grand prix. Le couple remporte son premier prix international au Grand Prix de Moorsele, puis est sacré champion de Belgique en 2007, alors que Silvana n'a que huit ans.
Son propriétaire la confie ensuite au cavalier belge Jos Lansink. Le couple obtient une septième place dans la finale Top Ten Rolex International Jumping Riders Club (IJRC) de Bruxelles. L'année suivante, après une cinquième place dans le Global Champions Tour (GCT) de Valence, le propriétaire Alain Cloet met Silvana en vente. Jos Lansink la propose au cavalier français Kevin Staut, alors à la recherche de chevaux pour augmenter son piquet sous la propriété du haras de Hus. La jument avait déjà rejoint les écuries du Belge Grégory Wathelet à la demande d'Alain Cloet. Jos Lansink insiste pour que Silvana soit présentée au Français. Deux jours plus tard, en juin 2009, la jument grise est achetée par Xavier Marie, le propriétaire du haras de Hus. Le magazine L'Éperon analyse cet achat de Xavier Marie comme « un beau cadeau à son cavalier, Kevin Staut », voyant dans Silvana une « jument de carrure internationale à n'en pas douter ». Silvana impressionne de nombreux professionnels équestres à cette époque. Kevin Staut a un coup de foudre pour la jument dès ses premiers essais, notant qu'elle est attentive, respectueuse, et énergique.

### Arrivée au haras de Hus
Sous la selle de Kevin Staut, Silvana de Hus enchaîne rapidement les bons résultats. Elle gagne le Grand Prix du Concours de saut international 3 étoiles (CSI3*) de Donaueschingen en Allemagne, puis se place à la 4e place pour sa première Finale Top Ten Rolex IJRC à Paris. En 2010, le couple continue sur sa lancée avec une victoire dans le petit Grand Prix du CSIW-5* de S'Hertogenbosch et le gain d'une 7e place lors de leur première Finale Coupe du monde à Genève. Ces bons résultats leur permettent d'être sélectionnés pour participer aux Jeux équestres mondiaux de 2010 à Lexington, où l'équipe de France remporte la médaille d'argent. La performance de Silvana est décisive pour cette médaille collective, bien que ces Jeux aient mal commencé pour le couple, classé en 90e position après la première épreuve, celle de la chasse. L'année 2010 se termine sur une première victoire en Grand Prix coupe du monde, lors du CHI5* de Genève. Silvana est élue meilleure jument d'obstacles du monde de l'année 2010, et troisième meilleur cheval mondial dans cette discipline par la WBFSH.
La jument ne saute pas très bien en début d'année 2011, mais elle obtient une 5e place au Grand Prix du CSI5* de Bâle en Belgique, puis une 2e place au grand prix de la Coupe du monde de saut d'obstacles de Vigo en Espagne. Kevin Staut termine en tête du classement Coupe du monde, et se place à la 6e place en mai lors de la Finale à Leipzig, avec Silvana. En juillet 2011, elle termine seconde du CSI d'Aix-la-Chapelle.
Le propriétaire de la jument, Xavier Marie, décide de vendre Silvana avant le Championnat d'Europe de saut d'obstacles à Madrid, mais Kevin Staut insiste pour la garder jusqu'à cette échéance. L'équipe de France obtient à nouveau la médaille d'argent. En octobre 2011, alors que Kevin Staut est arrêté en raison de blessure, Silvana est envoyée en thalassothérapie à Deauville.

### Rachat par le Haras des Coudrettes
Fin 2011, Xavier Marie souhaite vendre Silvana de Hus ; en Ukraine le milliardaire Alexander Onyshchenko fait une offre à trois millions d'euros pour la jument. Cependant, Emmanuèle Perron-Pette, propriétaire du haras des Coudrettes et des chevaux de Patrice Delaveau, achète la jument par patriotisme, sur les conseils de ce dernier, désireux de conserver Silvana en équipe de France,. La dépêche AFP publiée à cette occasion décrit le destin de Silvana comme un « conte de Noël ».
C'est donc sous le nom de Silvana*HDC que la jument reprend le circuit hivernal. Après une 2e place dans le Grand Prix coupe du monde de Malines et dans le Grand Prix Rolex de Zurich, le couple remporte son deuxième Grand Prix coupe du monde lors du Jumping international de Bordeaux, en février 2012, une victoire que Grand Prix magazine qualifie de hautement symbolique, car elle il s'agit de leur première victoire sous couleurs HDC, et celle-ci se produit sur le sol français. Ces résultats permettent à Kevin Staut de finir à nouveau en tête du classement de la Coupe du monde de saut d'obstacles. Pour leur troisième finale en Coupe du monde, Kevin et Silvana se classent 5e.

#### Saison 2012-2013

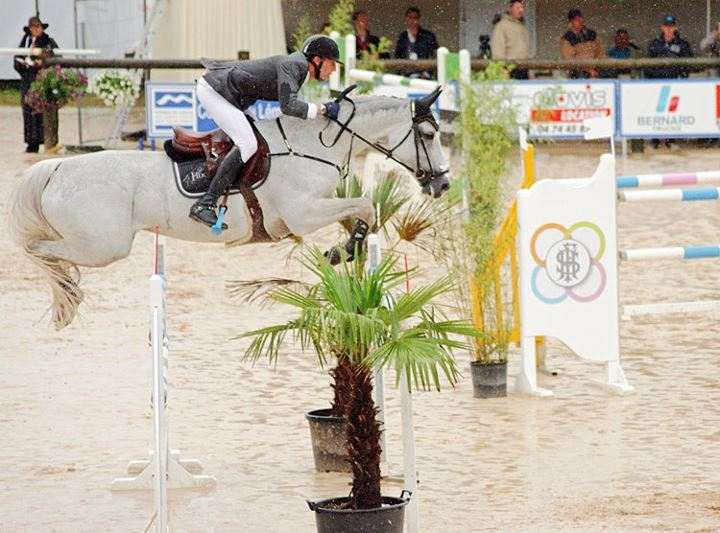
Kevin Staut et Silvana lors du CSI4* de Bourg-en-Bresse, en juin 2012.

La jument se repose après la finale de la Coupe du monde de 2012, et commence la saison Coupe du monde 2012-2013 en se classant dans les trois premiers grands prix du circuit. En août, Kevin et Silvana participent aux Jeux olympiques d'été de 2012 à Londres. Leur première compétition olympique ne se déroule pas comme prévu. Après un parcours sans faute bien qu'un peu impressionnée à l'entrée de la piste, Silvana boucle deux tours à 4 points et 16 points dans la première manche de la finale individuelle, ce qui élimine le couple, qui termine 34e,. En novembre 2012, Silvana est à nouveau en pleine forme lorsqu'elle remporte le Concours de saut international 5 étoiles (CSI5*W) de Stuttgart, malgré une rêne perdue par Kevin Staut au passage d'un obstacle.
Silvana est longuement mise au repos avant sa quatrième finale en Coupe du monde consécutive, à Göteborg en avril 2013. Kevin Staut et Silvana font partie des trois couples français à se hisser jusqu'à l'épreuve finale. Staut et sa jument de quatorze ans terminent à la troisième place.

#### Saison 2013-2014

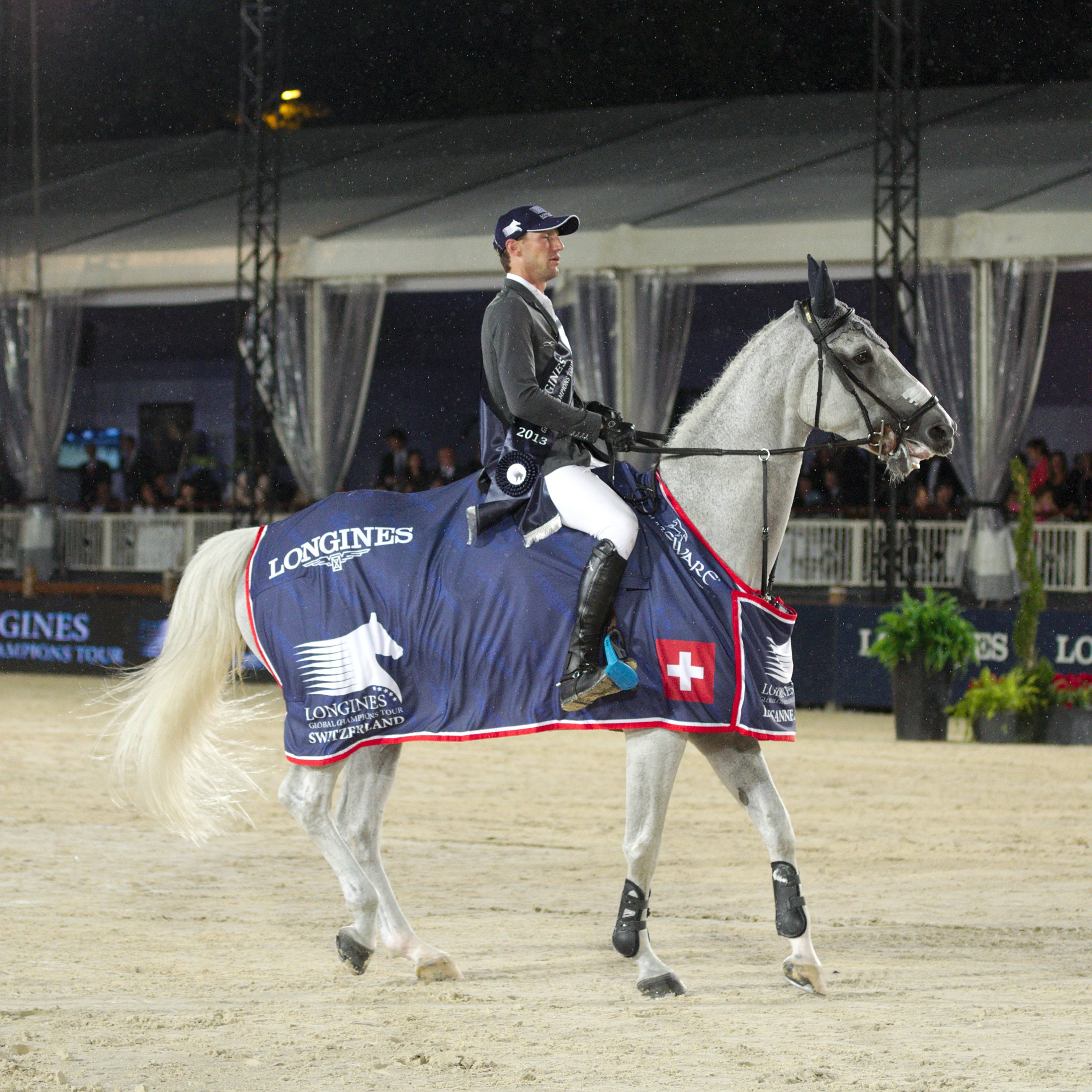
Silvana montée par Kevin Staut lors du Longines Global Champions Tour de Lausanne, en septembre 2013.

En 2013, Kevin Staut souffre de maux de dos, alors que Silvana est en très grande forme. Elle est préparée dès le début de l'année 2013 pour les Championnats d'Europe de saut d'obstacles, avec du travail sur la plage et de la marche dans l'eau. Silvana est mise au repos après sa victoire fin juillet dans le Concours de saut international 4 étoiles (CSI4*) de La Corogne, afin d'être fraîche avant les Championnats d'Europe à Herning, au Danemark. Cependant, elle rate le passage de la rivière pendant ces Championnats d'Europe et montre de la fatigue sur les longues épreuves, ce qui pousse ses propriétaires et son cavalier à la préserver pour des épreuves en intérieur (indoor) pour lesquelles Silvana est plus à l'aise, en réservant la saison extérieure à un autre cheval de tête, Rêveur de Hurtebise,. Après une absence de plusieurs mois, le couple remporte le Gucci masters en décembre.
En 2014, Silvana a quinze ans, et dispose désormais d'une grande expérience. Kevin Staut remporte avec elle le CSI5* de S'Hertogenbosch en mars, et la laisse se reposer jusqu'aux finales de la Coupe du monde FEI à Lyon, du 17 au 21 avril, en privilégiant de l'entretien de fond avec des marches sur la plage.

#### Saison 2014-2015
Le 7 juillet 2014, Silvana remporte le CSI5* du Paris Eiffel Jumping, malgré une fièvre survenue quelques jours auparavant. Peu après, elle se fêle un métacarpien antérieur en se relevant dans son box. Elle est arrêtée de compétition jusqu'en octobre. Elle n'est pas sélectionnée pour les Jeux équestres mondiaux de 2014 à Caen, le sélectionneur de l'équipe de France Philippe Guerdat jugeant qu'elle n’est plus assez fiable pour franchir les rivières, en raison de son âge. La jument est opérée à Chantilly, Kevin Staut monte Rêveur de Hurtebise comme cheval de tête. La palefrenière de Silvana, Laurence Gazel, signale les efforts de son équipe pour ménager la jument. En février 2015, Silvana apparaît en grande forme lorsqu'elle termine à la seconde place du Grand Prix du jumping international de Bordeaux.

#### Saison 2015-2016
En octobre 2015, Silvana fait chuter un oxer pendant l'étape Coupe du monde d'Helsinki, terminant à la 17e place. Au début de 2016, la jument est gérée parcimonieusement, de manière à économiser ses forces.

### Retraite
La mise à la retraite de Silvana est proclamée officiellement le 7 février 2016, pendant le Jumping international de Bordeaux, en présence de 6 800 personnes dont ses propriétaires Armand et Emmanuèle Perron-Pette. Leur fils reprend au piano Your song d'Elton John. La jument est alors âgée de dix-sept ans. Dans son compte-rendu, Grand Prix magazine souligne sa carrière, qui en fait « une jument à part dans l'histoire du saut d'obstacles tricolore », et note qu'il s'agit d'une « cérémonie plutôt exceptionnelle ».
Ainsi, elle termine sa carrière en Championnat du monde sous la selle de Kevin Staut, qui déclare qu'« elle ne prend pas sa retraite pour des problèmes physiques, mais juste parce que… par respect pour tout ce qu'elle a accompli, c'est c’était le moment. Elle a beaucoup donné et je pense que c'est une jument qui mérite de s'arrêter à son plus haut niveau ». La jument passe sa retraite au haras de la Forge à Vauville où elle est montée quotidiennement. Par ailleurs, elle continue à côtoyer Kevin Staut, qui la monte régulièrement. Afin de ne pas s'ennuyer, elle a un cheval miniature de robe crème, du nom d'Eowyn, pour compagnon de paddock,. En août 2016, elle est toujours montée et bénéficie du même traitement que les chevaux en activité.

## Description

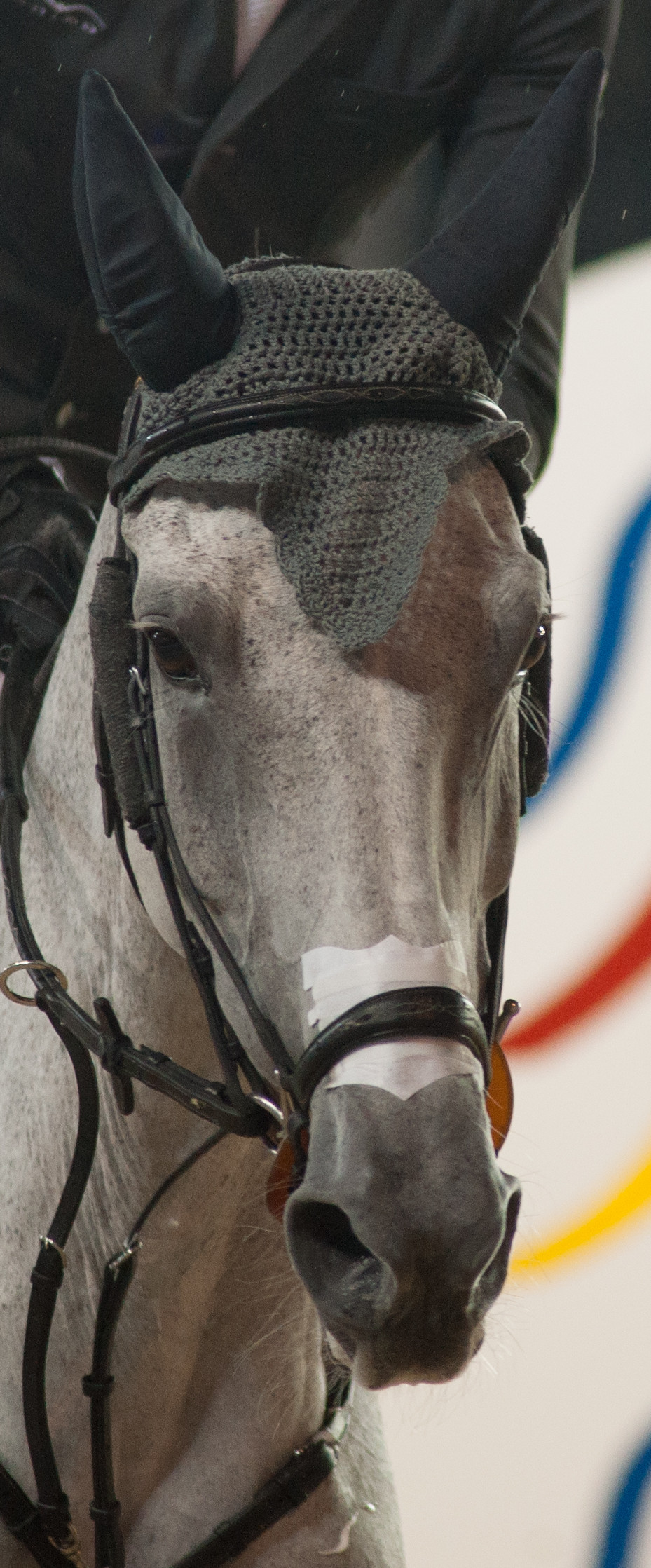
Silvana au Longines Global Champions Tour de Genève en septembre 2013.

Silvana est une jument de robe grise du stud-book KWPN, mesurant 1,68 m, réputée pour son élégance, sa force et sa légèreté. Son point faible est une tendance à se raidir très vite, qui a demandé un long travail sur le plat pour être corrigé, notamment avec le cavalier Jean Alazard. Des séances d'étirements lui sont proposées après les grosses compétitions, afin de permettre du relâchement. Silvana a également du mal avec le franchissement des rivières, et s'inquiète d'objets qu'elle voit régulièrement, par exemple des soubassements. Elle travaille avec plusieurs sorties quotidiennes, comprenant travail à la longe et travail monté.
Kevin Staut la décrit comme sa « Princesse », une jument pour laquelle il a « énormément de sentiments », affirmant qu'elle lui apporte « un équilibre au quotidien » et il cite parmi ses qualités le respect, la rapidité, et « un sens inné de la barre ». Pour décrire le mental de la jument, il emploie les mots de « précieuse, susceptible, et guerrière ». Il la dit solitaire et rappelle son « besoin d'être dans sa bulle ». Elle montre une générosité particulière dans l'effort, mais manque de force et parfois de moyens en fin de championnat. Elle est également assez anxieuse et d'une très grande sensibilité, des particularités découlant de son attention. Grand Prix magazine note que « le couple qu'il [Kevin Staut] forme avec Silvana*HDC a ceci de magique que la jument suit très souvent la courbe de forme de son cavalier avec un mimétisme impressionnant. »
Lors de sa mise à la retraite sportive, il décrit Silvana comme « la meilleure jument de sa vie ». Patrice Delaveau note son élégance en saut, sa légèreté et son cœur énorme. Sa propriétaire Emmanuèle Peron-Pette insiste sur le courage de Silvana, une qualité qu'elle admire tout particulièrement, et souligne le caractère particulier de la jument . Silvana est en effet réputée pour son fort, voire son « sale » caractère,. Elle n'apprécie pas les contacts humains, en particulier dans son box. Sa palfrenière Laurence Gazel décrit Silvana comme une jument « pas très proche des gens », mais aussi comme le « cheval de sa vie », une « amie » avec laquelle elle entretient un rapport privilégié. Laetitia Bernard précise que la jument n'aime pas les surprises, par exemple, recevoir une couverture sans avoir été « prévenue » auparavant.

## Palmarès

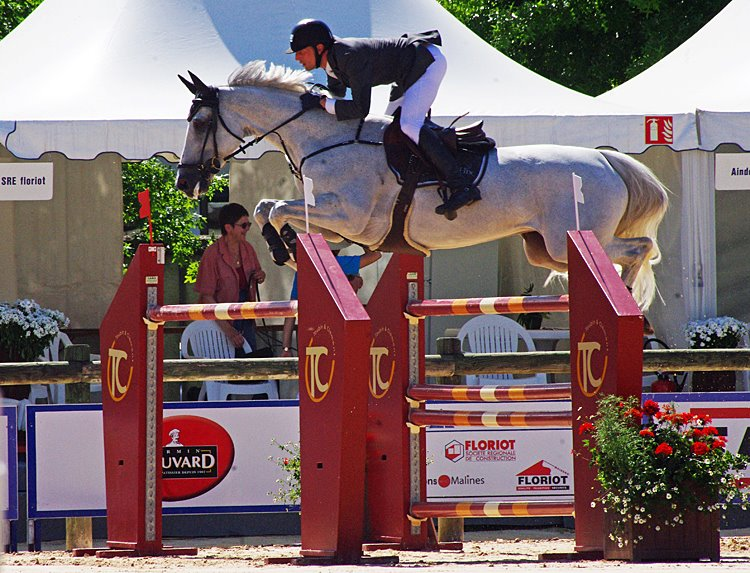
Kevin Staut et Silvana*HDC, lors du CSI4* de Bourg-en-Bresse, en juin 2012.

Au cours de sa carrière sportive, Silvana gagne cinq médailles et dix-neuf victoires internationales. Initialement montée à six ans par Perry Geryl, la jument est confiée à sept ans au Belge Kristof Cleeren, qui devient avec elle champion de Belgique en octobre 2007.

### Avec Jos Lansink
Silvana concourt avec Jos Lansink du milieu de l'année 2008 jusqu'en mai 2009.

#### 2008
- Septembre : médaille de bronze aux Championnats de Belgique[33].
- Octobre : 7e de la Finale Top Ten Rolex IJRC (1,50 m) à Bruxelles en Belgique[34].
- Novembre : 5e du Grand Prix du CSI de Liège en Belgique[35].

#### 2009
- Avril : 4e du Grand Prix du CSI3* de Lummen en Belgique[36].
- Avril : 7e du Grand Prix CSI4* d'Anvers en Belgique[37].
- Mai : 5e du Global Champions Tour (1,60 m) de Valence en Espagne[38].

### Avec Kevin Staut
La jument effectue tout le reste de sa carrière sportive avec Kevin Staut.

#### 2009
- Septembre : palmar du Grand Prix du CSI3* de Donaueschingen en Allemagne[39].
- Décembre : 2e du Grand Prix du CSI4* de Marseille[40].
- Décembre : 4e de la Finale Top Ten Rolex IJRC à Paris[41].

#### 2010
Silvana est classée 3e meilleur cheval de saut d'obstacles et meilleure jument du monde dans cette discipline au classement de la WBFSH, établi le 30 septembre 2010. 
- Avril : 7e de la Finale Coupe du monde de Genève en Suisse[GP 1].
- Mai : vainqueur de la Coupe des nations de Rome en Italie[EL 4].
- Juillet : vainqueur du CSIO Coupe des nations d'Hickstead[CS 5].
- Août : 5e du VDL Groep Grand Prix du Global Champions Tour (1,60 m) de Valkenswaard[38].
- Septembre : 2e du Grand Prix du CSIO5*[É 8] et de la Coupe des nations de Gijón en Espagne[É 9].
- Octobre : vice-championne du monde par équipes aux JEM de Lexington aux États-Unis, avec l'équipe de France de saut d'obstacles[É 2].
- Décembre : vainqueur du Grand Prix Coupe du monde du CHI5* de Genève (1,60 m)[43],[GP 3].

#### 2011
Silvana est classée 5e meilleur cheval de saut d'obstacles du monde et deuxième jument au classement de la WBFSH, établi le 30 septembre. 
- Janvier : 5e du Grand Prix du CSI5* de Bâle en Suisse[É 4].
- Février : 2e du Grand Prix Coupe du monde du CSI5*W de Vigo en Espagne[É 5].
- Mai : 6e de la Finale Coupe du monde de Leipzig en Allemagne[GP 5].
- Juillet : 2e du Grand Prix du CSIO5* d'Aix-la-Chapelle en Allemagne[É 3].
- Septembre : vice-championne d'Europe par équipes aux Championnats d'Europe de Madrid en Espagne, avec Pénélope Leprevost, Olivier Guillon et Michel Robert[GP 6].
- Décembre : 2e du Grand Prix Coupe du monde du CSI5*W de Malines, en Belgique[É 10].

#### 2012

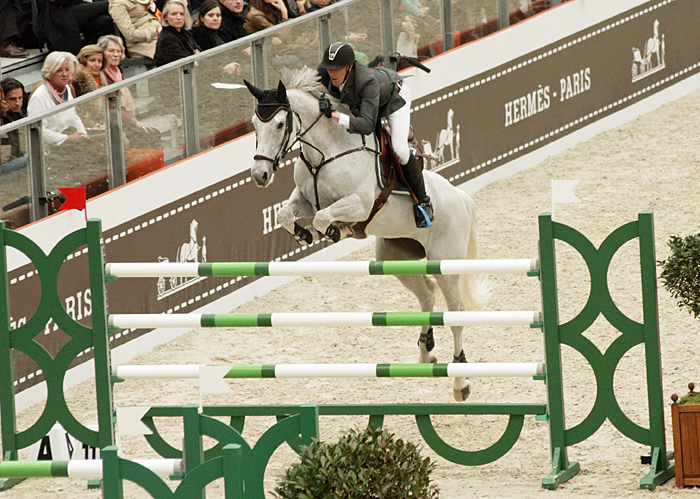
Kevin Staut et Silvana lors du Saut Hermès en mars 2012, à Paris.

Silvana est classée 24e meilleur cheval de saut d'obstacles du monde au classement de la WBFSH, établi le 30 septembre 2012. 
- Janvier : 2e du Grand Prix Rolex du CSI5*W de Zurich en Suisse[É 11].
- Février : vainqueur du Grand Prix Coupe du monde du CSI5*W de Bordeaux, en France[EL 2].
- Avril : 5e de la Finale Coupe du monde de s'Hertogenbosch, aux Pays-Bas[GP 8].
- Septembre : 4e du Grand Prix du Global Champions Tour (1,60 m) de Vienne en Autriche[38].
- Octobre : 6e du Grand Prix Coupe du monde CSI5*W d'Helsinki, en Finlande[46].
- Novembre : 6e du Grand Prix Coupe du monde de Lyon, en France[CM 14].
- Novembre : vainqueur du Grand Prix Coupe du monde du CSI5*W de Stuttgart, en Allemagne[CM 6].
- Décembre : 3e de la Finale Top Ten IJRC Rolex de Genève[47].

#### 2013

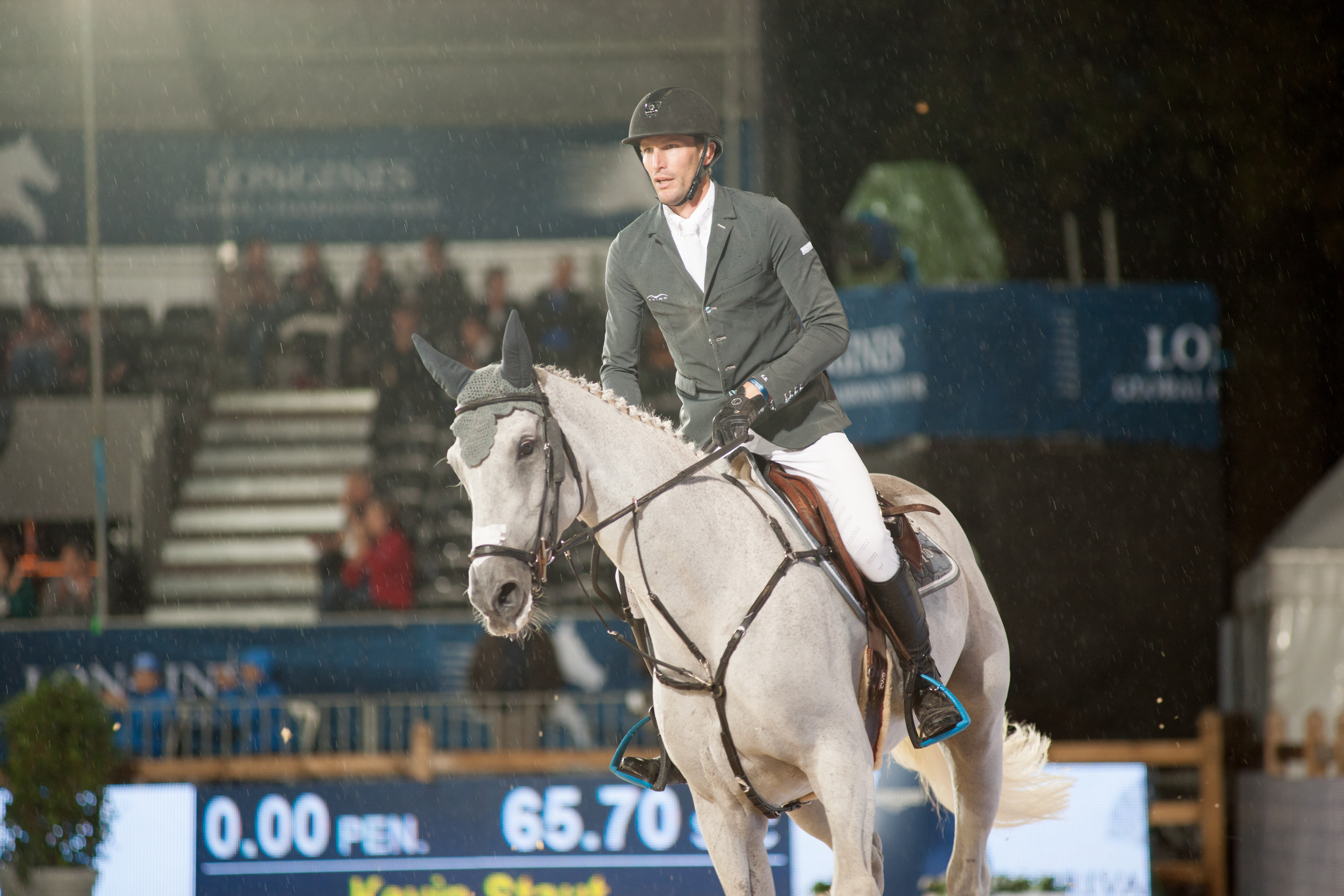
Silvana au Longines Global Champions Tour 2013 à Genève.

Silvana atteint son meilleur indice génétique de saut d'obstacles (ISO) en 2013, avec un score de 182. Elle est classée 6e meilleur cheval de saut d'obstacles du monde et 3e jument au classement de la WBFSH, établi en octobre. Cependant, 2013 n'est pas une bonne année pour le couple Silvana et Kevin Staut, en raison des problèmes de dos du cavalier.
- Avril : 3e de la Finale Coupe du monde de Göteborg en Suède[15].
- Mai : 3e par équipes à la Coupe des nations de Rome[50].
- Juin : 3e du Grand Prix du CSIO5* (1,60 m) de Rotterdam[51].
- Juillet : vainqueur du Trophée HN Hosteles (1,50 m) lors du CSI4* de La Corogne[16].
- Septembre : 3e de l'étape Global Champions Tour (1,60 m) du CSI5* Lausanne[38].
- Décembre : vainqueur du Prix GDE (1,50 m) lors des Gucci Masters de Paris[CM 15].
- Décembre : vainqueur du Grand Prix (1,60 m) du CSI5* des Gucci Masters[CM 7].

#### 2014
Silvana est classée 39e meilleur cheval de saut d'obstacles du monde par la WBFSH, le 30 octobre 2014. 
- Mars : vainqueur du Grand Prix du CSI-5* de Bois-le-Duc aux Pays-Bas[CM 9].
- Juillet : vainqueur du Longines GCT CSI-5* du Paris Eiffel Jumping[CM 11].

#### 2015
En juin 2015, Silvana est au 251e rang mondial des chevaux de saut d'obstacles, calculé par la WBFSH. 
- Février : 2e du Grand Prix (1,60 m) du CSI5*W de Bordeaux[CS 4].
- Septembre : 3e du Grand Prix GCT (1,60 m) du CSI5* de Vienne[38].
- Juillet : vainqueur d'un prix à 1,50 m au CSI5* de Londres[38].

## Pedigree
Silvana est enregistrée au stud-book du KWPN. Son éleveur, Ben J. Ter Denge, décrit sa mère Donate comme une jument très talentueuse en saut d’obstacles, sautant « avec beaucoup de hauteur et de respect ».

## Descendance et hommages
À quatre ans, Silvana a donné un poulain KWPN avec l'étalon Orame, Widor II D,. En 2007 naît le second de ses poulains, Chopard Vdb Z, un étalon Zangersheide bai qui affronte en compétition des parcours d'obstacles hauts de 1,50 m.
En 2010, avec l'étalon Hanovrien Levistan, à l'origine d'un transfert d'embryon, elle donne deux pouliches : la selle français grise Bikini de Hus, devenue poulinière au haras de Hus,, et la KWPN grise Gipsy de Hus, alias Baicka de Hus, vendue aux enchères aux Pays-Bas en 2011, montée en saut d'obstacles et devenue poulinière à l'élevage des Prés. En 2016, Silvana avec l'étalon Holsteiner Carinjo 9*HDC, par transfert d'embryon, donne deux poulains attendus en 2017.
Le 27 mars 2017 naît Hilvanjo*HDC, premier poulain de Silvana et Carinjo 9*HDC. Le 19 mars 2019, le haras des Coudrettes annonce la naissance de Junon Express, fille de Silvana et de l'étalon Orient Express.
Silvana est labellisée selle français, elle est donc autorisée à se reproduire dans le stud-book SF.
La jument a un public de fans, et dispose de sa page sur Facebook. Elle apparaît en poster avec Kevin Staut dans le numéro de janvier 2013 de Cheval Magazine.